# Margaretha van Beverley
Margaretha van Beverley (ca. 1150 - 1214/1215) was een Engelse cisterciënzer non die voor haar intrede in het klooster in de kruistochten vocht. Het leven van Margaretha is overgeleverd via haar broer Thomas.

## Biografie
Margaretha van Beverley werd geboren in het Heilige Land toen haar ouders, Hulno en Sibilla, aldaar op pelgrimstocht waren. Na deze tocht keerden haar ouders met Margaretha terug naar Engeland. Elf jaar na haar geboorte werd haar broer Thomas geboren. Hun ouders overleden toen Thomas nog jong was waardoor Margaretha haar broer opvoedde. Hij kwam later in dienst van Thomas Becket en trad vervolgens in bij het cisterciënzerklooster van Froidmont in Frankrijk.
In 1187 besloot Margaret om terug te keren naar haar geboorteland. Ze leefde korte tijd vredig in Jeruzalem tot in datzelfde jaar de stad belegerd werd door Saladin. Tijdens het beleg vocht ze mee op de muren mee als een soldaat en werd ze geraakt door een stuk steen dat afkomstig was van een katapult. Ze verzorgde de wond en zou heel haar leven lang het litteken blijven dragen. Op 2 oktober gaf de stad zich over en werd ze gevangen genomen. Er werd voor haar losgeld betaald waardoor ze weer vrijkwam. Na haar vrijlating mocht ze samen met de andere vrijgelatenen afreizen naar Laodicea. Tijdens deze reis werd ze opnieuw gevangen genomen. Haar tweede gevangenschap duurde tot februari 1189. In deze periode werd ze te werk gesteld en uiteindelijk werden Margaretha en 24 anderen door een handelaar uit Tyrus vrijgekocht.
Ze wist vervolgens af te reizen naar Antiochië en tijdens haar verblijf daar werd ze aangeklaagd wegens het stelen van een mes. Vervolgens zou er zich een wonder hebben voorgedaan toen ze bad tot de heilige Margaretha van Antiochië waarop ze in vrijheid werd gesteld. Nadat ze weer vrij was reisde ze naar Akko en in 1192 kon ze terugkeren naar Europa. Ze zocht vervolgens haar broer op en op zijn advies trad ze toe tot het nonnenklooster van Montreuil-sous-Laon.